# 貞治
貞治（、ていじ）は、日本の南北朝時代の元号の一つ。北朝方にて使用された。康安の後、応安の前。1362年から1368年までの期間を指す。この時代の天皇は、北朝方が後光厳天皇。南朝方が後村上天皇。室町幕府将軍は足利義詮、足利義満。

## 改元
- 康安2年9月23日（ユリウス暦1362年10月11日） 天変・兵革により改元
- 貞治7年2月18日（ユリウス暦1368年3月7日） 応安に改元

## 貞治期におきた出来事
2年
- 鎌倉公方の足利基氏が宇都宮氏綱を討つ。
- 大内弘世や山名時氏が室町幕府に帰服する。

4年
- 2月、室町幕府将軍足利義詮が三条坊門万里小路の新邸（三条坊門殿）に移る。
- 8月、渋川義行が九州探題に就任する。

5年
- 執事斯波義将とその父斯波高経が失脚する（貞治の変）。

6年
- 足利氏満が鎌倉公方に就任する。
- 足利義詮が将軍職を子の足利義満に譲り、細川頼之を後見として管領に任命する。

### 死去
- 3年 諏訪円忠
- 6年 足利基氏（鎌倉公方。享年28）、足利義詮（室町幕府2代将軍。享年38）
- 6年 斯波高経

## 西暦との対照表
※は小の月を示す。
| 貞治元年（壬寅） | 一月※     | 二月    | 三月※ | 四月※ | 五月  | 六月※ | 七月    | 八月※ | 九月  | 十月※  | 十一月  | 十二月   |           |
| 正平十七年       | 一月※     | 二月    | 三月※ | 四月※ | 五月  | 六月※ | 七月    | 八月※ | 九月  | 十月※  | 十一月  | 十二月   |           |
| ---------------- | --------- | ------- | ----- | ----- | ----- | ----- | ------- | ----- | ----- | ------ | ------- | -------- | --------- |
| ユリウス暦       | 1362/1/27 | 2/25    | 3/27  | 4/25  | 5/24  | 6/23  | 7/22    | 8/21  | 9/19  | 10/19  | 11/17   | 12/17    |           |
| 貞治二年（癸卯） | 一月      | 閏一月※ | 二月  | 三月※ | 四月※ | 五月  | 六月※   | 七月※ | 八月  | 九月   | 十月※   | 十一月   | 十二月    |
| 正平十八年       | 一月      | 閏一月※ | 二月  | 三月※ | 四月※ | 五月  | 六月※   | 七月※ | 八月  | 九月   | 十月※   | 十一月   | 十二月    |
| ユリウス暦       | 1363/1/16 | 2/15    | 3/16  | 4/15  | 5/14  | 6/12  | 7/12    | 8/10  | 9/8   | 10/8   | 11/7    | 12/6     | 1364/1/5  |
| 貞治三年（甲辰） | 一月      | 二月※   | 三月  | 四月※ | 五月※ | 六月  | 七月※   | 八月※ | 九月  | 十月※  | 十一月  | 十二月   |           |
| 正平十九年       | 一月      | 二月※   | 三月  | 四月※ | 五月※ | 六月  | 七月※   | 八月※ | 九月  | 十月※  | 十一月  | 十二月   |           |
| ユリウス暦       | 1364/2/4  | 3/5     | 4/3   | 5/3   | 6/1   | 6/30  | 7/30    | 8/28  | 9/26  | 10/26  | 11/24   | 12/24    |           |
| 貞治四年（乙巳） | 一月      | 二月※   | 三月  | 四月  | 五月※ | 六月※ | 七月    | 八月※ | 九月※ | 閏九月 | 十月※   | 十一月   | 十二月    |
| 正平二十年       | 一月      | 二月※   | 三月  | 四月  | 五月※ | 六月※ | 七月    | 八月※ | 九月※ | 閏九月 | 十月※   | 十一月   | 十二月    |
| ユリウス暦       | 1365/1/23 | 2/22    | 3/23  | 4/22  | 5/22  | 6/20  | 7/19    | 8/18  | 9/16  | 10/15  | 11/14   | 12/13    | 1366/1/12 |
| 貞治五年（丙午） | 一月※     | 二月    | 三月  | 四月※ | 五月  | 六月※ | 七月    | 八月※ | 九月  | 十月※  | 十一月※ | 十二月   |           |
| 正平二十一年     | 一月※     | 二月    | 三月  | 四月※ | 五月  | 六月※ | 七月    | 八月※ | 九月  | 十月※  | 十一月※ | 十二月   |           |
| ユリウス暦       | 1366/2/11 | 3/12    | 4/11  | 5/11  | 6/9   | 7/9   | 8/7     | 9/6   | 10/5  | 11/4   | 12/3    | 1367/1/1 |           |
| 貞治六年（丁未） | 一月      | 二月※   | 三月  | 四月※ | 五月  | 六月  | 七月※   | 八月  | 九月※ | 十月   | 十一月※ | 十二月   |           |
| 正平二十二年     | 一月      | 二月※   | 三月  | 四月※ | 五月  | 六月  | 七月※   | 八月  | 九月※ | 十月   | 十一月※ | 十二月   |           |
| ユリウス暦       | 1367/1/31 | 3/2     | 3/31  | 4/30  | 5/29  | 6/28  | 7/28    | 8/26  | 9/25  | 10/24  | 11/23   | 12/22    |           |
| 貞治七年（戊申） | 一月※     | 二月※   | 三月  | 四月※ | 五月  | 六月  | 閏六月※ | 七月  | 八月  | 九月※  | 十月    | 十一月※  | 十二月    |
| 正平二十三年     | 一月※     | 二月※   | 三月  | 四月※ | 五月  | 六月  | 閏六月※ | 七月  | 八月  | 九月※  | 十月    | 十一月※  | 十二月    |
| ユリウス暦       | 1368/1/21 | 2/19    | 3/19  | 4/18  | 5/17  | 6/16  | 7/16    | 8/14  | 9/13  | 10/13  | 11/11   | 12/11    | 1369/1/9  |